# Renfe série S-104

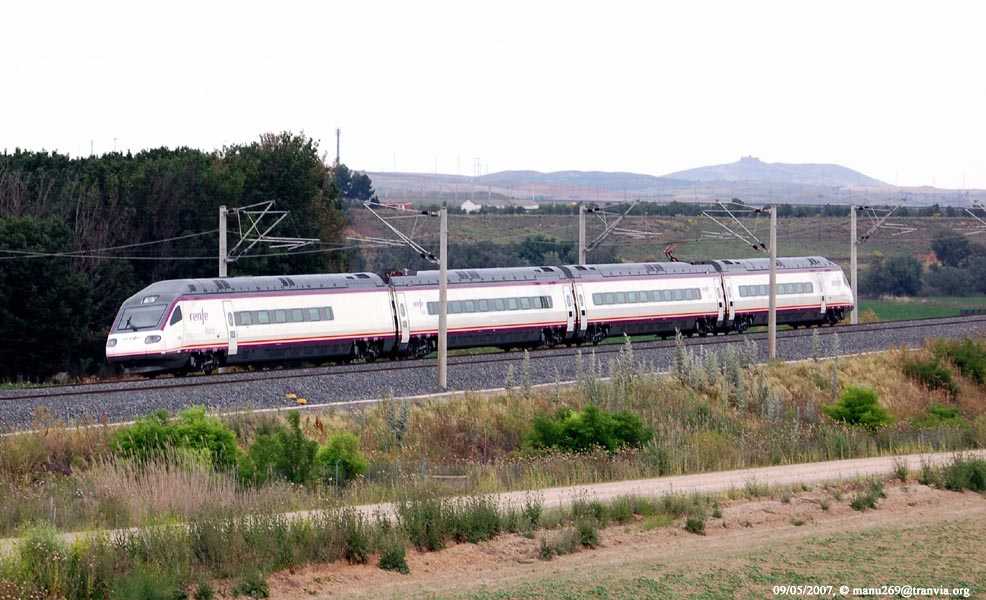
Rame automotrice S-104 en 2007 sur la LGV en direction de Madrid.

Le S-104 (pour Série 104, nom d'exploitation) est un train à grande vitesse construit par Alstom et CAF et exploité par la Renfe en Espagne pour des trajets courts à grande vitesse (ce qui correspond à l'appellation « TERGV » en France). Ces rames, non pendulaires, sont dérivées des Fiat Pendolino ETR 490 pendulaires construits spécifiquement pour la Renfe, en version plus puissante et comportant 4 caisses.

## Histoire
En Espagne, au début du XXIe siècle, le nouveau plan d'infrastructures 2000-2007 met en place un vaste programme de construction de lignes nouvelles à grande vitesse. La Renfe prévoit de nouveaux services à courtes et moyennes distances sur ces futures lignes, mais ne dispose pas du matériel nécessaire pour les couvrir. C'est ce qui va donner naissance à la série 104 "Iris", plus spécialement chargée des relations régionales.
Une première expérience avait été menée à la fin des années 1990 directement avec des rames à pendulation active type Pendolino dérivées des ETR 460 de Fiat Ferroviaria avec une flotte de 10 rames qui avaient donné entière satisfaction mais dont la vitesse était limitée à 220 km/h. La Renfe voulut donc poursuivre la modernisation de son parc roulant avec la nouvelle génération de Pendolino capables de vitesses supérieures à utiliser sur les nouvelles LGV espagnoles.

### Conception
Le 5 juillet 2000, le Boletín Oficial del Estado (BOE) publie un appel d'offres pour la fourniture et la maintenance de trains à grande vitesse non pendulaires, à courant alternatif, capables d'atteindre la vitesse de 250 à 270 km/h. 
Le 25 mai 2001, le contrat est signé avec un consortium formé par Alstom (ex Fiat Ferroviaria) et CAF, pour la somme de 228 millions d'euros. Seule condition, une partie de la construction devra s'effectuer en Espagne, et 20 % de celle-ci sera réservée à l'unité Renfe de maintenance des trains (MIT). Le modèle étudié par Alstom est un dérivé du célèbre Pendolino de Fiat Ferroviaria, ancienne filiale que le groupe italien Fiat vient de céder à Alstom.
La construction des caisses des 20 trains Iris est effectuée à l'usine Alstom de Santa Perpetua de Mogoda, près de Barcelone, où l'on procède également au montage des équipements et de l'aménagement intérieur des dix rames paires (à l'exception de la rame 20 remplacée par la 01). La CAF effectue les mêmes travaux sur les remorques impaires dans son usine de Saragosse. De leur côté, les ateliers centraux de réparation de Valladolid procèdent au montage des remorques intermédiaires des rames impaires, plus la 20. Une fois terminé, tout le matériel est rassemblé à Saragosse et assemblé.
Alors que l'on effectue les premiers essais, un nouveau contrat est signé avec Alstom pour la fourniture de 30 rames A.250 supplémentaires.
La décoration est à base de blanc, de bleu, de gris et d'orange.

### Service
Première livrée, la rame 01 est soumise à une campagne d'essais de trois mois sur la ligne Madrid-Séville à compter de novembre 2003. Les résultats permettent de corriger les quelques défauts révélés sur les 19 rames encore en cours de construction. En mars 2004, cinq rames sont déjà en service.
Les services initialement prévus pour ces trains sont des Saragosse-Calatayud, Saragosse-Huesca, et Madrid-Ciudad Real-Puertollano, ainsi que Séville-Cordoue. Avec quelques retards sur les prévisions, une première unité est officiellement présentée en gare de Ciudad Real le 12 décembre 2004. Les services quotidiens augmentent rapidement, passant de 9 à 13. Cette première mise en service permet de libérer un certain nombre d'anciennes rames série 100 qui partent renforcer la ligne AVE de Séville.

## Sources
- (es) Fiches techniques Renfe Pendolino 443 - 490 & 104